# Barco Branco

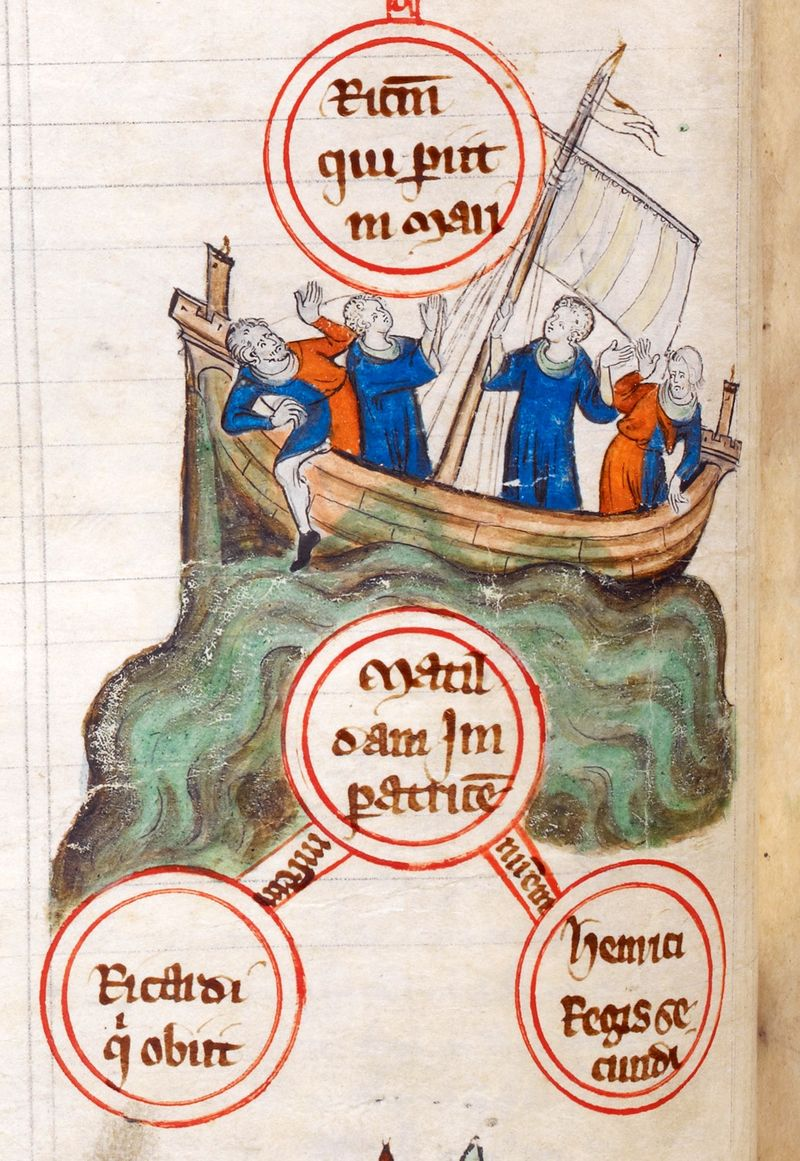
Naufrágio do Barco Branco.

Barco Branco (em inglês: White Ship; em francês: Blanche-Nef) foi um barco normando que naufragou no Canal da Mancha, ao largo da Normandia, a 25 de novembro de 1120.

## História
No naufrágio pereceram Guilherme Adelino, único filho legítimo do rei Henrique I de Inglaterra, e a sua corte. Pereceram também três dos seus irmãos bastardos incluindo Matilde FitzRoy, condessa de Perche. O único sobrevivente foi um marinheiro anônimo.
As causas do acidente foi erro do piloto Thomas FitzStephen e uma colisão com uma rocha. Fontes contemporâneas apontam o fato de que os padres foram proibidos, por razões não especificadas, de abençoar o navio antes da partida, apesar das condições do tempo e as correntes no Canal da Mancha durante o Inverno serem normalmente perigosas. 
Estevão de Blois sobreviveu a catástrofe uma vez que desembarcou um pouco antes da partida. Com a morte de Guilherme Adelino, Estevão tornou-se o mais forte concorrente à Coroa de Inglaterra, que acabou por herdar em 1135.